# 480 aC
El 480 aC va ser un any del calendari romà prejulià. Durant la República Romana es coneixia com l'Any del consolat de Vibulà i Cincinnat, o de vegades, any 274 Ab urbe condita o de la fundació de Roma. La denominació 480 aC per a aquest any s'ha emprat des de l'edat mitjana, quan el calendari Anno Domini va ser el mètode més usat a Europa per a anomenar els anys.

## Esdeveniments

#### Grècia

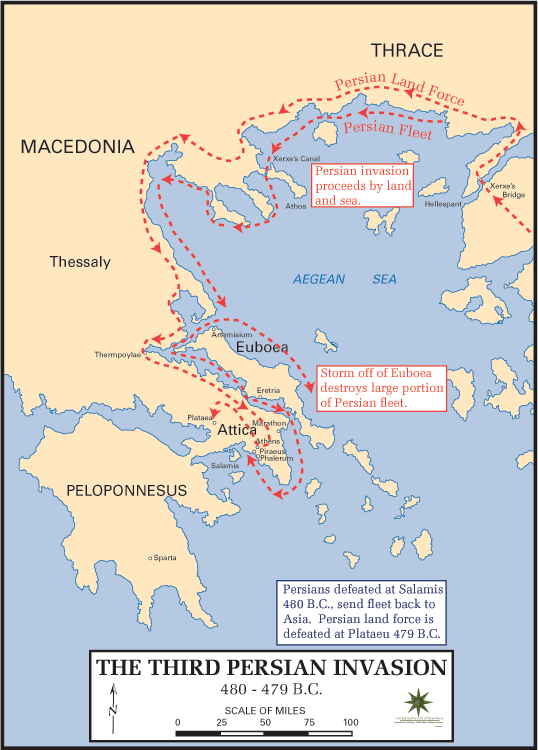
Invasió persa el 480-479 aC

- Maig: el rei Xerxes I de Pèrsia conquereix Sardes, la regió de Tràcia i el Regne de Macedònia.[2]
- El Consell grec decideix enviar una força de 10.000 grecs, hoplites i cavalleria, a Tempe, per on creuen que passarà l'exèrcit del rei Xerxes I.[3]
- 11 d'agost: la Batalla de les Termòpiles acaba amb la victòria dels perses. El seu exèrcit rodeja una força de 300 espartans i 700 tèspies a les ordres del rei espartà Leònides I. Els grecs, sota el comandament de Leònides, resisteixen l'avenç de Xerxes per les Termòpiles. Durant dos dies Leònides i les seves tropes fan front els atacs perses. Després, la majoria dels aliats es retiren, i ell i els seus 300 soldats, la seva guàrdia reial, lluiten fins a morir.[4]
- Cleombrot d'Esparta és nomenat regent d'Esparta a la mort de Leònides, en nom de Plistarc, el fill de Leònides encara menor d'edat.[5]
- Fòcida i les costes d'Eubea són devastades pels perses. Tebes i la major part de Beòcia s'uneixen a Xerxes.[6]
- Alexandre I de Macedònia es veu obligat a acompanyar Xerxes en una campanya a través de Grècia. Ajuda secretament als grecs aliats.[7]
- Aristides, i l'arcont d'Atenes, retornen del desterrament i es presenten a Egina on informen a Temístocles dels moviments dels perses a Salamina.[8]
- Agost: els perses aconsegueixen una victòria naval sobre els grecs en la batalla d'Artemísion. Les dues parts van lluitar tot el dia, amb pèrdues aproximadament iguals, però la flota grega, més petita, no es podia permetre gaires pèrdues i es va retirar a Salamina.[9]
- Els perses conquereixen Àtica.[10]
- 21 de setembre: els perses ataquen Atenes, i els seus ciutadans fugen a l'illa de Salamina i al Peloponès.[11]
- 28 de setembre: la batalla de Salamina acaba amb una victòria dels grecs. El general atenenc Temístocles derrota la flota de Xerxes I de Pèrsia.[12]

#### República romana
- Marc Fabi Vibulà i Gneu Manli Cincinnat són elegits cònsols a la ciutat de Roma.[13]
- Els cònsols van iniciar una guerra amb Veios, però les repetides provocacions de la cavalleria etrusca els van obligar a actuar contra aquest poble. Un cop iniciat el combat, els soldats romans van lluitar amb gran valentia, sobretot després que Quint Fabi, germà del cònsol, fos mort en combat. Manli Cincinnat, que comandava l'ala oposada, va resultar greument ferit, i es va haver de retirar de la primera línia. Quan els seus homes van començar a retrocedir en desbandada, Marc Fabi va aparèixer per evitar una massacre, assegurant-los que el seu capitost no havia mort. Manli Cincinnat va ser capaç de presentar-se per donar confiança als seus homes, però va morir poc després.[14] La batalla va ser una victòria molt important per Marc Fabi Vibulà, la pèrdua del seu germà i la del seu col·lega va ser un fort revés, motiu pel qual va rebutjar el Triomf que li havia ofert el Senat romà.[15][16]

## Naixements
- Antifont, orador grec (mort l'any 411 aC).[17]
- Eurípides, poeta clàssic grec (mort en el 402 aC), segons Heròdot, que explica que va néixer el mateix dia de la Batalla de Salamina.[18]

## Necrològiques
- 11 d'agost: Leònides I, rei d'Esparta. Nascut el 540 aC.[4]
- Hamílcar, general cartaginès, mort durant la batalla d'Himera, un dels episodis de la gran expedició grega a Sicília.[19]